# 아우릴고트
아우릴고트(1996년 6월 9일 ~)는 대한민국의 가수다. 2020년 정규 앨범 [가족애를 품은 시인처럼]으로 정식 데뷔했다. [쇼미더머니10] 팀 디스배틀에서 조교컨셉으로 비오(BE'O)를 디스했는데 정작 자신은 의경 이라고 한다.

## 방송
- 쇼미더머니 9 (2020)
- 쇼미더머니 10 (2021) - Top16